# دیوانه (ترانه تروی سیوان)
«دیوانه» تک‌آهنگی از هنرمند اهل استرالیا تروی سیوان است.